# Appassionata
Appassionata är en svensk film från 1944 i regi av Olof Molander. I huvudrollerna ses Georg Rydeberg, Viveca Lindfors och Alf Kjellin.

## Handling
En ung pianist ger konsert för fångarna på Långholmen. När Beethovens "Appassionata" spelas bryter en av fångarna, en berömd musiker, samman.

## Om filmen
Filmen spelades in vid Centrumateljéerna 1943 och premiärvisades på biograf Royal vid Kungsgatan i Stockholm den 2 februari 1944. Georg Rydebergs osynliga ersättare som pianist var Wiatcheslaw Witkowsky och Alf Kjellin ersattes av Tore Wiberg vid framförande av musiken. Eftersom det förekom mycket musik i filmen, lät flera tidningar sina musikkritiker tillsammans med filmkritikerna bevaka premiären. 
Efter viss negativ kritik svarade Olof Molander "att han inte haft annat med författandet av filmen att göra än att han företagit vissa ändringar i manuskriptet". Film AB Lux satte ut hans namn bland förtexterna som manusförfattare utan att ha tillfrågat honom.
Appassionata har visats vid ett flertal tillfällen i SVT, bland annat 1983, 2000, 2019, i december 2020 och i september 2023.

## Rollista i urval
- Georg Rydeberg – Thomas Dahlhoff, pianist
- Viveca Lindfors – Maria
- Alf Kjellin – Eric Lindén, pianist
- Georg Funkquist – Hellenius, Dahlhoffs impressario
- Harriet Bosse – fru Lenander, Marias faster, änka efter en skeppsredare
- Hilda Borgström – Elsa Jönsson, Dahlhoffs hushållerska
- Hans Strååt – Gösta, Marias barndomsvän
- Åke Claesson – Nils Holmqvist, direktör för Centralfängelset på Långholmen
- Eivor Engelbrektsson – Signe, restauranggäst
- Hugo Björne – John, restauranggäst
- Hjördis Petterson – Bettan, restauranggäst
- Åke Engfeldt – restauranggäst
- Erik Rosén – Cederström, Dahlhoffs läkare
- Gunnar Björnstrand – Svensson, redaktör på Vecko-Bilden
- Edvard Danielsson – vaktmästare på Konserthuset

## DVD
Filmen gavs ut på DVD 2004.